# Shuhei Doen
Shuhei Doen (født 24. februar 1990) er en japansk fodboldspiller.
Han har spillet for flere forskellige klubber i sin karriere, herunder Grulla Morioka.